# Willi Boskovsky

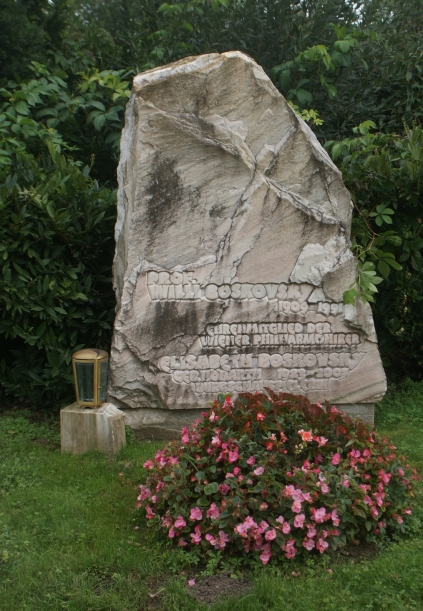
Grabstätte von Willi Boskovsky

Willi Boskovsky (eigentlich Willibald Boskovsky; * 16. Juni 1909 in Wien; † 21. April 1991 in Visp) war ein österreichischer Violinist und Dirigent.

## Leben
Boskovsky erhielt seinen ersten Geigenunterricht im Alter von fünf Jahren durch seine Mutter. Ausgebildet an der Akademie für Musik und darstellende Kunst in Wien, gewann er als Siebzehnjähriger den Kreisler-Preis. 1926 schloss er sein Studium ab. 1932 wurde er Mitglied der Wiener Philharmoniker. Von 1939 bis 1971 war er Konzertmeister dieses Orchesters. 1935 wurde Boskovsky Professor für Violine an der Wiener Musikakademie und Konzertmeister im Orchester der Wiener Staatsoper. Nach und nach gab er seine Solistenkarriere auf und widmete sich der Kammermusik.
Willi Boskovsky genoss große internationale Popularität, die er vor allem als Nachfolger von Clemens Krauss als Dirigent der Silvester- und Neujahrskonzerte der Wiener Philharmoniker in den Jahren 1955 bis 1979 erlangte. Boskovsky dirigierte diese Konzerte wie Johann Strauss mit der Geige in der Hand (Stehgeiger). Seit 1959 werden die Neujahrskonzerte via Eurovision in alle Erdteile übertragen. Dem Orchester verhalf Boskovsky damit zu weltweiter Popularität.
Daneben leitete er mehrere Kammerensembles: so war er Primgeiger des 1948 gegründeten „Boskovsky-Quartetts“, welches sich, durch Kontrabass und Bläser verstärkt, das „Wiener Oktett“ nannte und aus Stimmführern der Wiener Philharmoniker bestand. Es nahm mehrfach das Oktett von Schubert auf Schallplatte auf. Auch Mozarts sämtliche Sonaten für Violine und Klavier sowie die Klaviertrios wurden eingespielt. 1969 wurde er Chefdirigent des Wiener Johann Strauss Orchesters, mit dem er zahlreiche Tourneen unternahm und in den 1970er Jahren zahlreiche Werke der Dynastie Strauss für den Österreichischen Rundfunk einspielte.
Als Solist trat Boskovsky unter den Dirigenten Bruno Walter, Wilhelm Furtwängler und Hans Knappertsbusch auf. Er unternahm Konzerttourneen durch ganz Europa und wurde auch zum Professor ernannt.
Boskovsky war mit der Burgschauspielerin Elisabeth Höbarth verheiratet, sein Neffe war der Nachrichtentechniker und Weltraumwissenschaftler Willibald Riedler.
Bestattet ist Boskovsky in einem Ehrengrab auf dem Wiener Zentralfriedhof (Tor 2, Gruppe 33 G, Nummer 78).